# Leidang

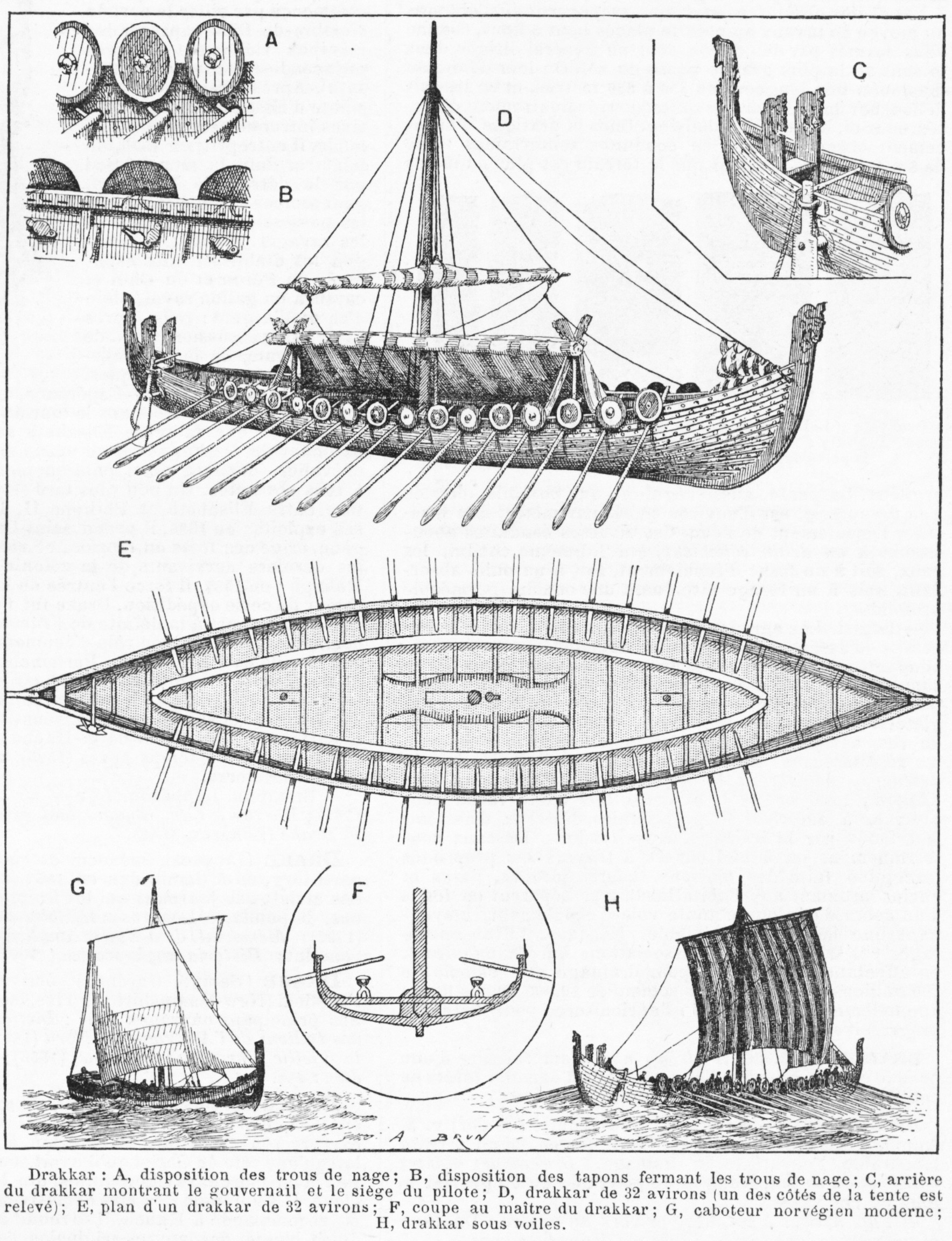
El drakkar, típica embarcació de les incursions vikingues del leidang

Leidang (en nòrdic antic: leiðangr; en noruec nynorsk: leidang; en noruec bokmål i danés: leding; en suec, ledung; en llatí: expeditio) era una institució de lleva pública composta per bóndi (grangers lliures, bóndaherrin) típica de l'Escandinàvia medieval. Era una forma de servei militar per organitzar flotes i actuar en incursions i en la defensa del regne.

## Origen
El leiðangr es va establir en l'edat mitjana i no en l'era vikinga. Semblant als hundred dels pobles germànics, los centeni són descrits per Tàcit a l'any 98, i esmenta la poderosa flota dels suions, que podria basar-se en el leidang. Com que totes les fonts són medievals (la més primerenca, la institució legal dels gulating) correspondria al s. XI o al segle xii com més probable. Abans del leidang, la defensa del regne es devia basar en contribucions voluntàries per a la flota de defensa. Amb l'auge de les monarquies, la contribució esdevingué un deure.

## Estructura
El leiðangr era un sistema que organitzava una flota costanera per a la defensa, el comerç de tipus coactiu, saqueigs i guerres. La flota solia fer eixides durant dos o tres mesos d'estiu. Tots els homes lliures estaven obligats a participar en el leiðangr, i eren cridats a les armes quan les forces invasores amenaçaven el territori, però només una petita part de les naus participava en les expedicions que, sovint, eren profitoses. Molts magnats i caps tribals intentaven introduir-hi la seua gent tan sovint com era possible.
Les terres estaven dividides en districtes i componien la tripulació: skipreiða (en nòrdic antic), skipæn (en danés) o roslag (en suec). Els grangers havien de construir i equipar una nova nau. La grandària se n'establia amb un nombre de rems, en principi quaranta. A Noruega n'hi hagué fins a 279, d'aquests districtes. El cap se'n denominava styrimaðr o styræsmand ('el que dirigeix'), i la seua funció era de capità. La unitat més menuda era l'equip de camperols, que havien d'armar i proveir un remer (hafnæ en danés, manngerð en nòrdic antic).
Segons la Llei d'Uppland, els hundred d'Uppland havien de proveir almenys quatre naus cadascú, els de Västmanland dues naus i Roslagen una. Les antigues lleis de leiðangr exigeixen a cada home, com a mínim, armar-se amb una destral i una espasa, que se sumaven a l'escut i la llança, i per cada bancada de rems (normalment dos homes) un arc i 24 fletxes. Més tard, al segle xii i XIII, aquest codi es modificà i augmentaren l'equipament als ciutadans més rics, amb cascs i malles, escuts, llances i espases, que era l'equip mínim d'un llaurador acomodat o un burgés per a la guerra.

## Evolució
Al segle xi els nobles manaven aquestes lleves, tot i que a partir del segle xii fins al XIV no era estrany que un bisbe encapçalàs un leiðangr. En alguns indrets d'Escandinàvia, el leiðangr esdevingué un impost en els s. XII i XIII, pagat pels grangers lliures fins al s. XIX, tot i que la lleva del vaixell sovint era cridada a la guerra i fou comuna durant els segles XIII al XV. La flota leiðangr noruega arribà fins a Escòcia al 1260. L'ús de la lleva en forma d'impost, en lloc de proveir una força naval, era més freqüent a Dinamarca i Suècia que a Noruega, ja que el Regne de Noruega depenia més de les forces navals que de les de terra.

## Fyrd a Anglaterra
En temps de l'Anglaterra anglosaxona, la defensa es bastia en el fyrd, una milícia formada en els districtes amenaçats d'atac. El servei era de curta duració i els participants hi aportaven les seues armes i provisions. L'origen del fyrd pot trobar-se a partir del s. VII i sembla que l'obligació dels anglesos a servir en la lleva és anterior a qualsevol evidència escrita.
Se suposa que fou Alfred el Gran qui va desenvolupar el sistema del fyrd i el rei Harold II d'Anglaterra l'emprà molt al 1066, com a exemple de resistència a la invasió enfront d'Harald III de Noruega i Guillem I d'Anglaterra.
L'estudiós David Sturdy és molt caut sobre el fyrd com a precursor de l'exèrcit nacional contemporani, compost per persones de qualsevol classe social:
La persistent creença que camperols i petits grangers s'uniren per formar un exèrcit nacional o fyrd és una estranya fantasia inventada per antiquaris a la fi del segle xviii o primeria del XIX per justificar el servei militar obligatori universal.